# HD157486
HD157486 — хімічно пекулярна зоря спектрального класу A1, що має видиму зоряну величину в смузі V приблизно  6,1.
Вона  розташована на відстані близько 505,7 світлових років від Сонця.

## Пекулярний хімічний склад
Зоряна атмосфера HD157486 має підвищений вміст 
Si
.